# محوطه زرده گهره و پنجعلی تپه
محوطه‌های زرده گهره و پنجعلی تپه مربوط به هزاره دوم و ۱- است و در شهرستان طالقان روستای ورکش واقع شده و این اثر در تاریخ ۱۲ بهمن ۱۳۸۱ با شمارهٔ ثبت ۷۰۸۹ به‌عنوان یکی از آثار ملی ایران به ثبت رسیده است.